# گیله‌زی، خیزی
گیله‌زی (به ترکی آذربایجانی: Giləzi) یک منطقه مسکونی در جمهوری آذربایجان است که در شهرستان خیزی واقع شده است. گیله‌زی ۳۵۳۰ نفر جمعیت دارد.